# Condenados a fugarse (película)
Condenados a fugarse es una película de comedia de 1999 dirigida por Ted Demme y protagonizada por Eddie Murphy, Martin Lawrence y Obba Babatundé. Otros actores que participan en el elenco son Bernie Mac, Anthony Anderson, Miguel A. Núñez, Jr. y Bokeem Woodbine.
El formato de la película es un cuento contado por un recluso de edad avanzada (Obba Babatundé) acerca de dos de sus amigos en la cárcel.
La película fue estrenada en abril de 1999 y llegó a recaudar más de sesenta millones de dólares en la taquilla. K-Ci & JoJo cantaron el tema de la película, que fue titulado "La vida", pero fue la canción "Fortunate" de Maxwell que obtuvo la mayor atención de la banda sonora, ya que recibió varios premios y nominaciones.

## Argumento
Eddie Murphy es Rayford Gibson, el bocazas y estafador y Martin Lawrence es Claude Banks, el cajero de un banco. Accidentalmente, se unen para convertirse en la «extraña pareja» más graciosa del este de Mississippi. Para pagar todas las deudas de Ray y restablecer la reputación de Claude, los dos viajan al sur como contrabandistas para conseguir dinero rápidamente. No hay límite a su divertida mala suerte al encontrarse en la escena de un crimen, y su equivocada identidad les lleva ante el juez.

## Reparto
Principales
- Eddie Murphy
- Martin Lawrence
- Clarence Williams III
- Ned Beatty
- Nick Cassavetes
- Obba Babatundé